# 阿尼馬斯山脈

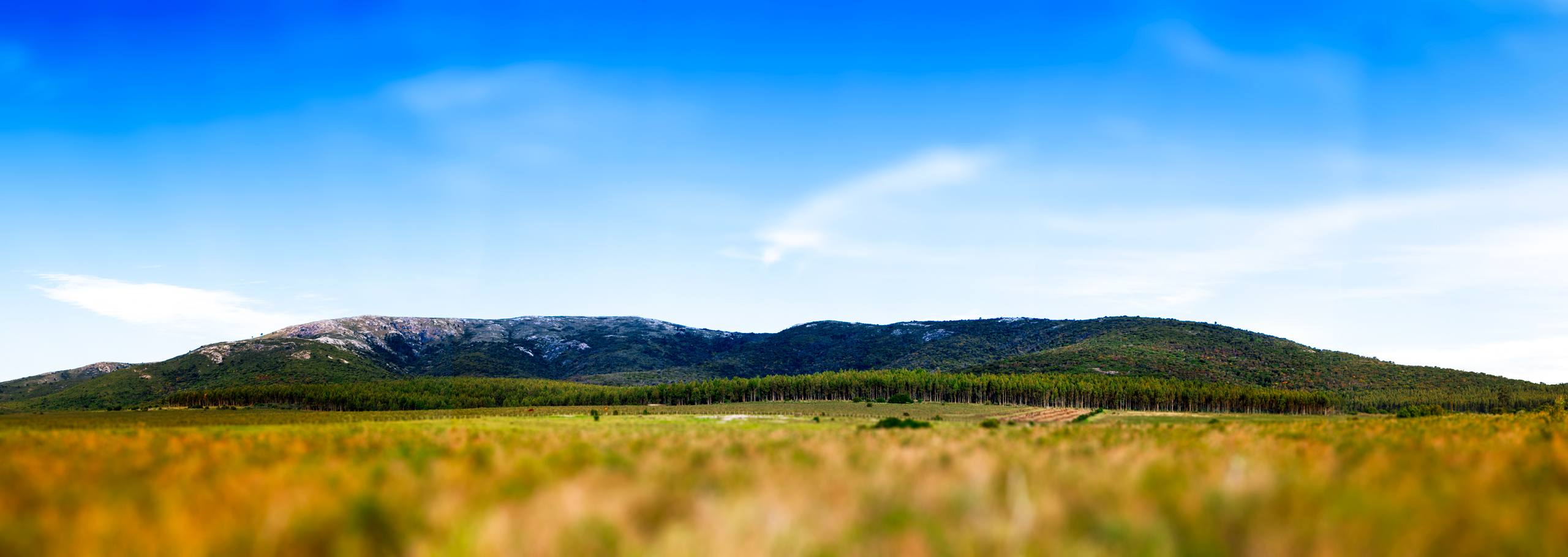

阿尼馬斯山脈（西班牙語：Sierra de las Ánimas），是烏拉圭的山脈，位於該國南部，橫跨拉瓦耶哈省和馬爾多納多省，最高點阿尼馬斯山海拔高度501米，是該國第二高點。